# Elvira Plenar
Elvira Plenar (* 13. Juni 1955 in Zagreb, Jugoslawien) ist eine in Deutschland lebende (Jazz-)Pianistin, Synthesizerspielerin und Komponistin.  

## Leben und Wirken
Plenar studierte Klavier an der Musikakademie Zagreb und seit 1975 an der Universität für Musik und darstellende Kunst Graz. Gemeinsam mit ihrem Lebensgefährten, dem Pianisten Markus Becker, zog sie nach Beendigung des Studiums 1980 nach München, ein Jahr später nach Frankfurt am Main, wo sie bis heute lebt. Sie spielte mit vielen Musikern in Frankfurt, u. a. mit Albert Mangelsdorff, Christof Lauer, Ralf Hübner, Peter Ponzol und Alfred Harth. Mit letzterem spielte sie 1987 auch die Bühnenmusik für Fernando Arrabals Der Architekt und Kaiser von Assyrien (Schillertheater). Sie war über einen längeren Zeitraum die Pianistin der Frankfurt Jazz Big Band. 
Mit Gabriele Hasler spielte sie die CD sonetburger, eine Auseinandersetzung mit Texten von Oskar Pastior, ein. Ein klassisch besetztes Trio bestand in den frühen 1990er Jahren mit Peter Kowald und John Betsch (CD 1991). Sie spielte in einem sehr kammermusikalischen Duo mit Vitold Rek. Plenar war an verschiedenen Projekten von Lindsay Cooper (u. a. CD und Tournee Oh Moscow) beteiligt, war seit der Gründung Mitglied von Marilyn Mazurs Future Song, war stark in dem Frauenmusikfestival Canaille involviert  und arbeitet seit einem längeren Zeitraum mit Annemarie Roelofs in einem Trio bzw. Duo. Daneben ist sie im Trio mit Meike Goosmann und Anka Hirsch aktiv. Mit der Sängerin Annick Moerman legte sie 2023 das Album Electrabizarr vor.
1993 erhielt Plenar den Jazzpreis des Landes Hessen. In der Jazzthetik wurde ihr Spiel als „pianistische Gegenposition zu Irene Schweizer“ charakterisiert.